# Litokwa Tomeing
Litokwa Tomeing (ur. 14 października 1939 na atolu Wotje, zm. 12 października 2020 w Springdale) – polityk Wysp Marshalla, w latach 1992–1995 oraz 2000-2008 przewodniczący Nitijeli, parlamentu Wysp Marshalla. Prezydent Wysp Marshalla od 7 stycznia 2008 do 21 października 2009, odwołany przez parlament.

## Życiorys
Litokwa Tomeing urodził się w 1939. Uczęszczał do katolickiej szkoły podstawowej w Likiep i Jaluit oraz szkoły średniej w Majuro (1954–1957). W 1961 ukończył PIC High School w Pohnpei. W latach 1970–1972 odbył studia uzupełniające na Uniwersytecie Hawajskim.
Po studiach, w latach 1961–1973 pracował jako nauczyciel w szkole podstawowej. Od 1965 do 1969 zajmował stanowisko burmistrza Wotje. W 1974 objął funkcję specjalisty ds. mediów w Marshall Islands High School.
W 1974 Tomeing dostał się po raz pierwszy do parlamentu Powierniczych Wysp Pacyfiku. W 1978 wziął udział Konwencji Konstytucyjnej Wysp Marshalla w Majuro. Po ogłoszeniu przez Wyspy Marshalla Niepodległości, zachował mandat deputowanego, który sprawuje do dziś. W latach 1992–1995 zajmował stanowisko przewodniczącego parlamentu (Nitijela). Od 1996 do 1998 był ministrem odpowiedzialnym za archipelag wysp Ratak. Od 2000 do stycznia 2008 po raz drugi pełnił funkcję przewodniczącego parlamentu.
Początkowo był członkiem Zjednoczonej Partii Demokratycznej (UDP, United Democratic Party) i z jej ramienia objął stanowisko przewodniczącego parlamentu. Przed wyborami parlamentarnymi w listopadzie 2007 opuścił szeregi UDP i przeszedł do opozycji. Stanął na czele Zjednoczonej Partii Ludowej (UPP, United People’s Party). UPP wygrała wybory zdobywając 15 miejsc w 33-osobowej Nitijeli.
Tomeing został kandydatem swojej partii w wyborach prezydenckich 7 stycznia 2008. Zwyciężył w nich zdobywając 18 głosów parlamentarzystów podczas gdy jego rywal, Kessai Note z partii UDP, uzyskał 15 głosów poparcia.
W lutym 2009 w rządzącej partii UPP doszło do rozłamu po tym, jak prezydent odwołał z urzędu ministra spraw zagranicznych. W późniejszym czasie Tomeing odwołał z rządu innych ministrów i zastąpił ich senatorami ze swojej dawnej partii UDP. 21 października 2009 parlament, głosami 17 do 15, uchwalił wotum nieufności wobec rządu prezydenta Tomeinga, co spowodowało jego natychmiastową dymisję. Funkcję p.o. prezydenta, do czasu wyboru nowego szefa państwa, objął minister Ruben Zackhras. Było to pierwsze w historii kraju skuteczne wotum nieufności wobec rządu, przyjęte po dwudniowej debacie i wielomiesięcznych zaciętych sporach rządu z opozycją.
Litokwa Tomeing jest żonaty z Arlin Tomeing, ma siedmioro dzieci.